# John Fitzgerald Kennedy nemzetközi repülőtér
A John F. Kennedy nemzetközi repülőtér (IATA: JFK, ICAO: KJFK), (eredeti nevén Idlewild Airport, röviden JFK) egy nemzetközi repülőtér, amely New York városának délkeleti részén, Queens Jamaica nevű városrészében épült, kb. 19 km-re Alsó-Manhattantől, Long Island szigetén.
A JFK New York három reptere közül a legújabb és legforgalmasabb, az Amerikai Egyesült Államok vezető reptere nemzetközi légi utasforgalom tekintetében 
és teherszállítás tekintetében is (ha a rakomány összes értékét számítjuk).
A repteret (a Newark Liberty, a LaGuardia és a Teterboro repülőterekkel egyetemben) a Port Authority of New York and New Jersey üzemelteti. Ezek közül a JFK a legnagyobb. Itt van a JetBlue Airways légitársaság központja és nagy nemzetközi forgalmi csomópontja a Delta Air Lines és az American Airlines légitársaságoknak is.
2004-ben a nemzetközi utazók 17%-a hagyta el a JFK-n keresztül az országot az összes utazó közül, akik külföldre mentek. 2000-ben naponta kb. 50 000 utas fordult meg itt. A JFK-London Heathrow vonalon 2000-ben mintegy 2,9 millióan utaztak. Közel 100 légitársaság 50 országba indít innen rendszeres járatokat.
Bár a JFK a legnagyobb nemzetközi légiforgalmi csomópont mind New Yorkban, mind az USA-ban, sok belföldi járat is közlekedik itt, főleg az ország nyugati és keleti partja között. 2006-ban 42,6 millió utas fordult meg itt; a Newark Liberty nemzetközi repülőtéren 35,4 millió, a LaGuardia repülőtéren kb. 26 millió; összesen kb. 104 millió.

## Története

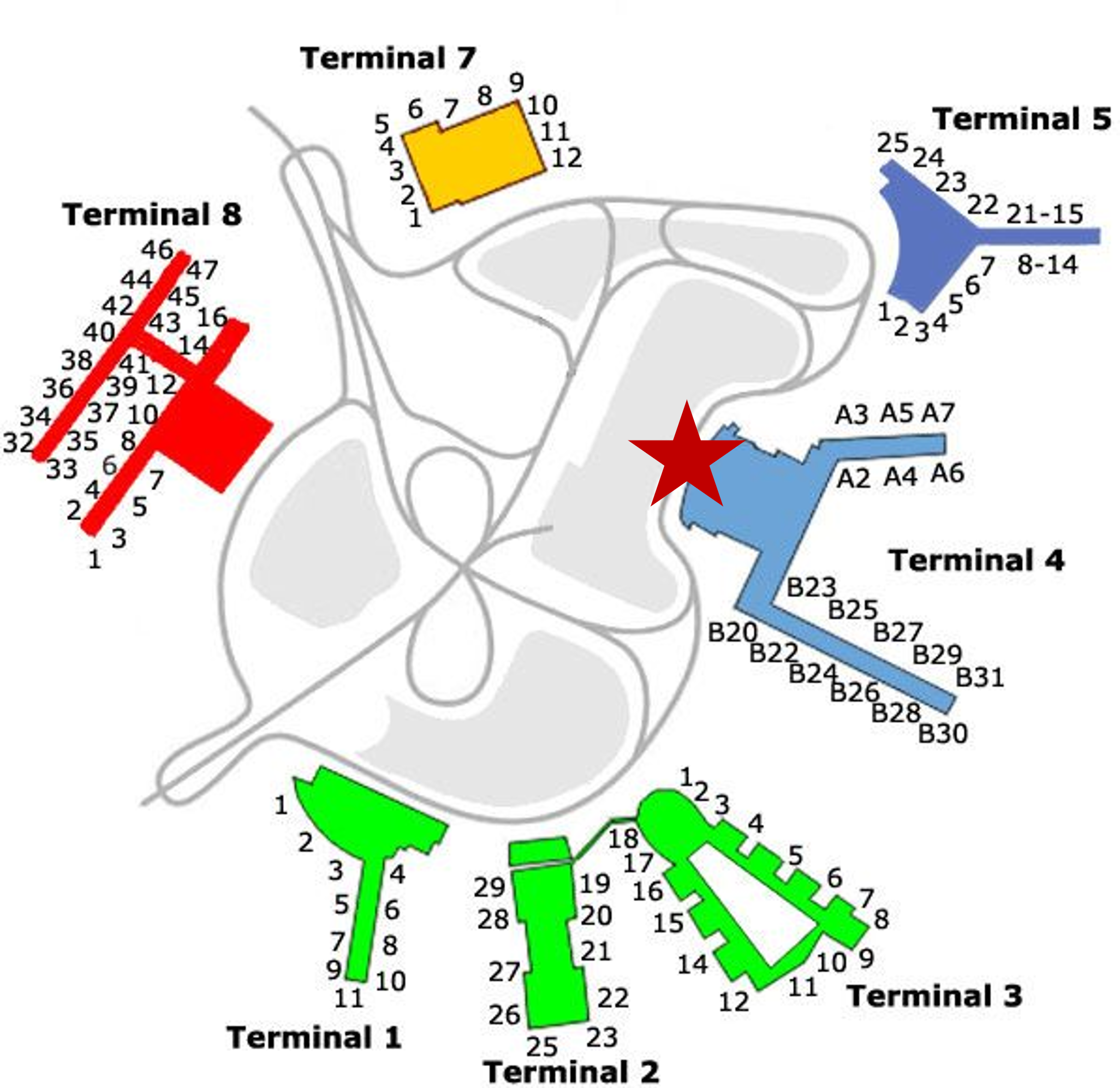
A terminálok elhelyezkedése

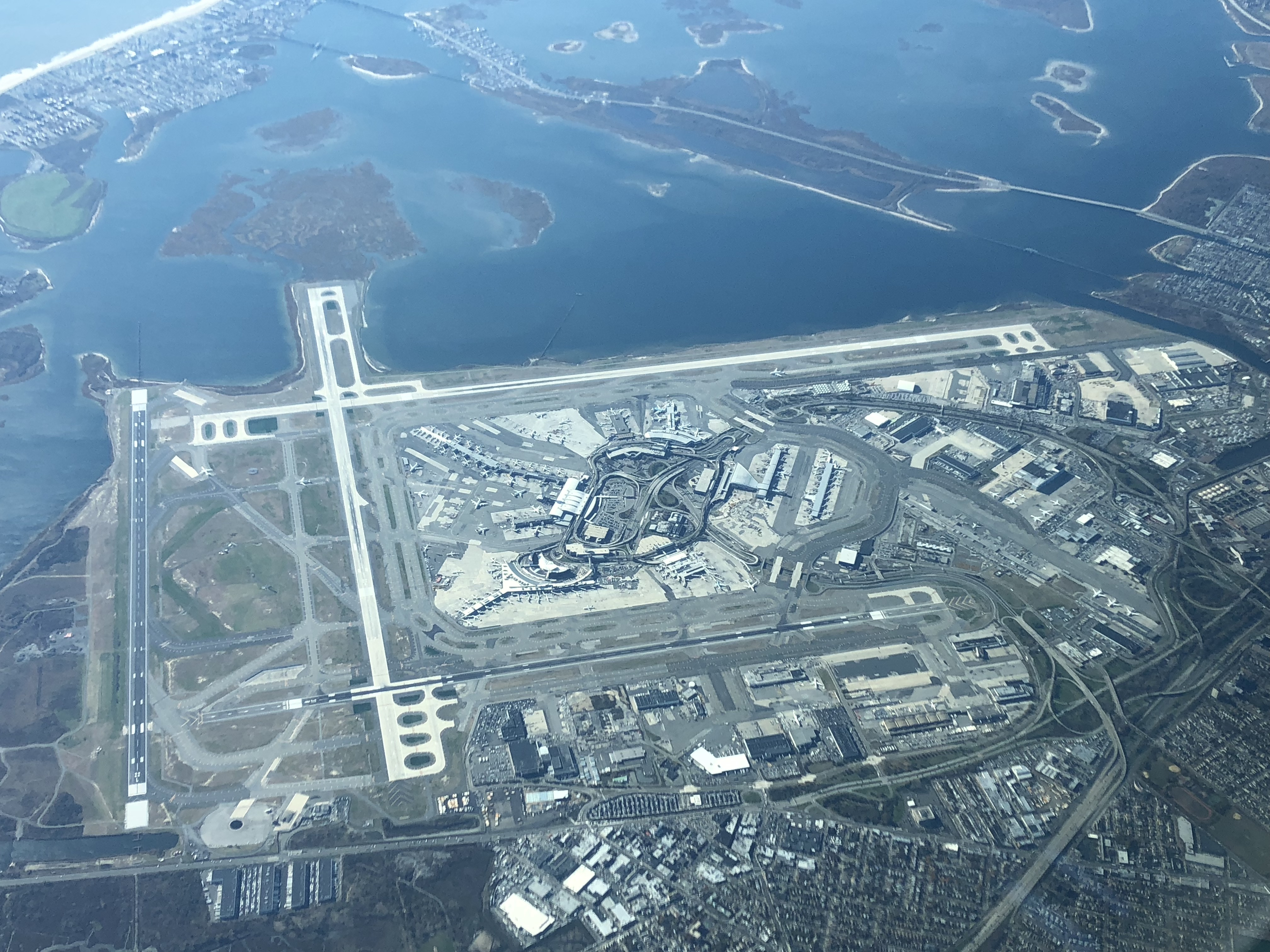
Légifelvétel a repülőtérről (2018)

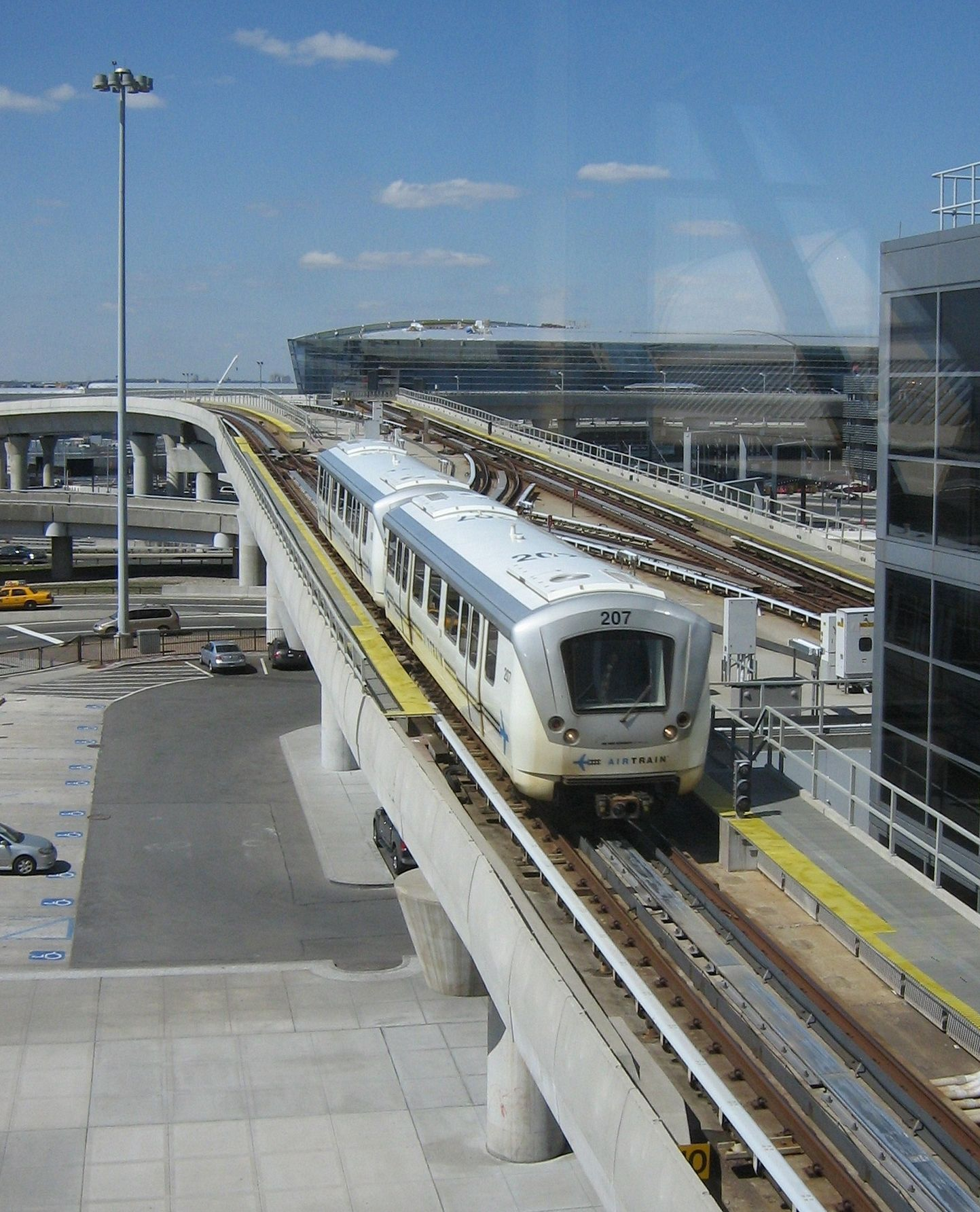
JFK airtrain

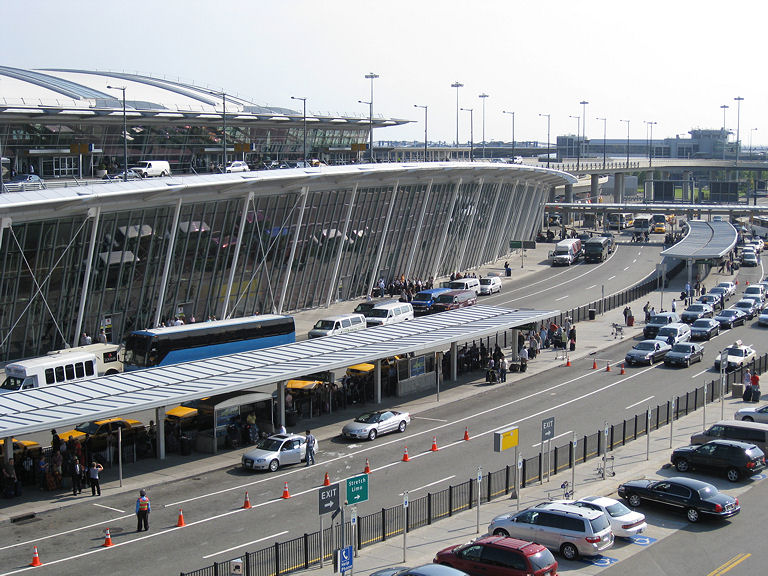
A 4-es terminál

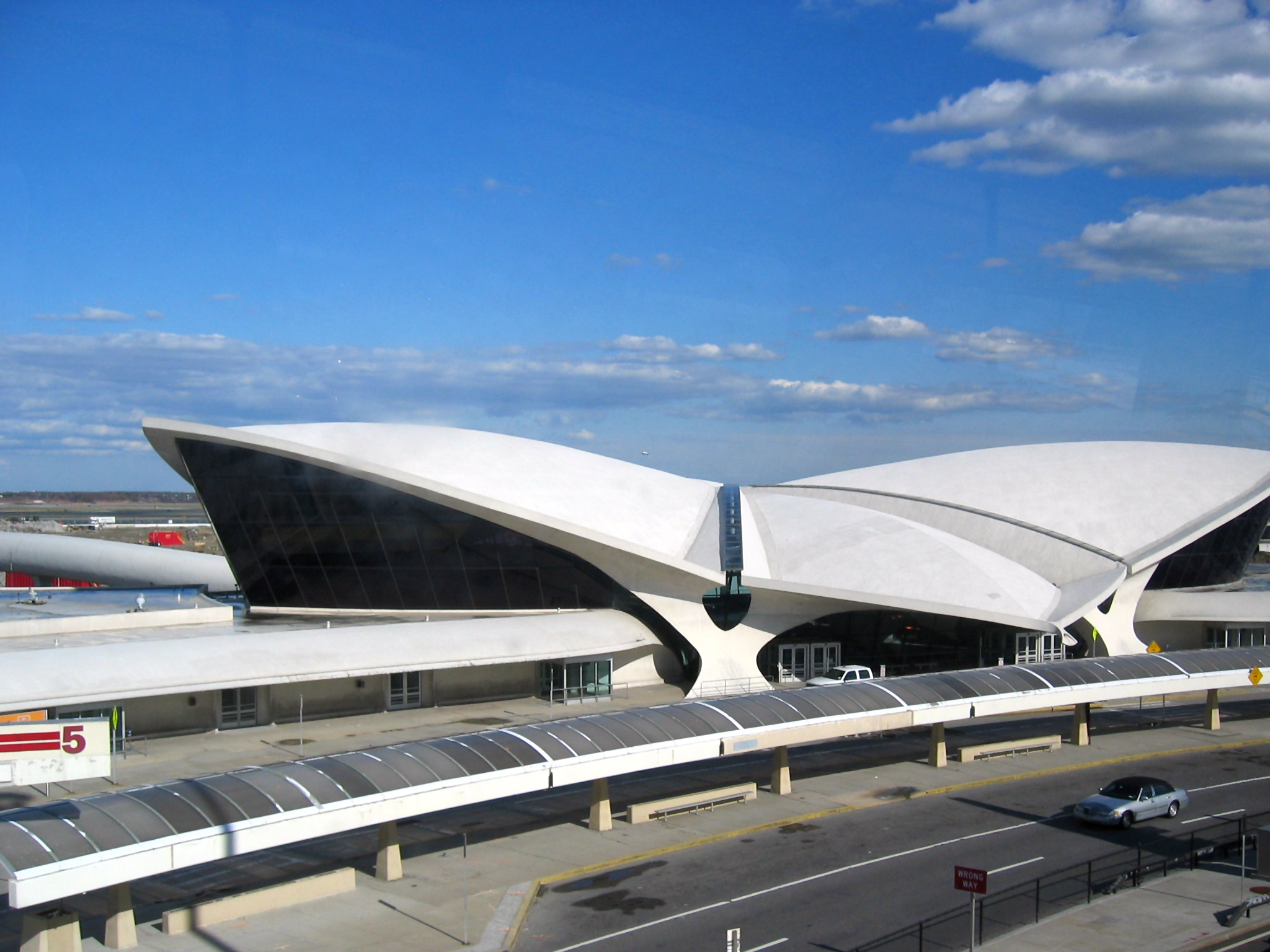
A TWA Flight Center épület, a mai 5-ös terminál, a finn-amerikai Eero Saarinen tervei alapján készült

A JFK kezdetben az Idlewild repülőtér nevet viselte a golfpálya után, amelynek helyén máig működik. Építése azért vált szükségessé, mert az 1930-as évek végére a LaGuardia repülőtér elérte kapacitásának határát. New York város 1942-ben kezdte meg a mocsaras árterület feltöltését, az építkezés egy évvel később, 1943-ban indult el. Az első tervek még egy kisebb, mindössze 1000 árnyi (400 ha) területet elfoglaló repülőteret vázoltak fel; amikor befejezték, ötször nagyobb lett.
A projektet 1943-ban átnevezték Alexander E. Anderson vezérőrnagy repülőtérre. 1948-ban a New York-i közgyűlés ismét megváltoztatta, így a New York-i nemzetközi repülőtér, Anderson terület nevet kapta. Mindezek ellenére az Idlewild elnevezés egészen 1963-ig népszerű maradt. John F. Kennedy meggyilkolása után egy hónappal, 1963 végén, Idlewild az elhunyt elnök tiszteletére felvette a John F. Kennedy nemzetközi repülőtér nevet. Ekkor kapta a JFK IATA-kódot, amelyet azóta a köznyelvben is előszeretettel használnak a repülőtér rövidítéseként.
A New York-i Kikötői Hatóság (Port Authority) 1947-ben bérbe vette a repülőteret a várostól, s mind a mai napig a tulajdonában van. Az első kereskedelmi repülőjárat 1948-ban emelkedett a levegőbe, a felavatási ünnepségen maga Harry Truman amerikai elnök is részt vett. Megnyitása után a Kikötői Hatóság visszavonta a külföldi légitársaságok leszállási engedélyét LaGuardián, ezzel azok az új repülőtér használatára kényszerültek.
A Kikötői Hatóság elképzelése szerint a repülőtérnek egyetlen, ötvenöt kapus terminálja lett volna. A nagy légitársaságok viszont ebbe nem egyeztek bele, mondván, hogy a terminál a jövőben nem lenne elég a növekvő utasforgalomnak. Wallace Harrison ezután kidolgozott egy tervezetet, amely alapján a nagyobb légitársaságok saját helyet kapnának termináljuk megépítéséhez, növelve az építkezések hatékonyságát, a terminálokat átláthatóbbá téve és versenyre késztetve a társaságokat. Harrison ötletét 1955-ben jóváhagyták.
Az elkövetkező években a repülőtér 8 új terminálra tett szert, miután az elsőt még 1948-ban átadták. Az 1960-as években a JFK jelentős fejlesztésen esett át, hogy ki tudja szolgálni az újonnan szolgálatba állt Boeing 747-est. 1977 és 2003 között az Air France és a British Airways színeiben a transzatlanti járatokon Concorde is közlekedett.
A repülőtéren az elmúlt két évtizedben több építkezés is zajlott. A múlt század végén megépült a gyorsforgalmi vasút, ami összeköti a repülőteret a New York-i metróhálózattal és a helyi érdekű vasutakkal. 1998-ban átadták az új 1-es terminált és 2001-ben az új nemzetközi érkezési épületet. A JetBlue Airways 5-ös terminálját is átépítették, a 8-as és 9-es terminálokat összekötve az American Airlines átvehette új, 8-as terminálját. 2008-ban megkezdődött a 2-es és 3-as terminálok lecserélésnek tervezése.

## Terminálok és járatok

### Terminal 1
- Aeroflot (Moszkva-Seremetyjevo)
- Aeroméxico (Mexikóváros, Puebla)
- Air China (Peking)
- Air France (Párizs-Charles de Gaulle)
- Austrian Airlines (Bécs)
- China Airlines (Tajpej-Tajvan Taojüan)
- China Eastern Airlines (Sanghaj-Putungi nemzetközi repülőtér)
- ITA Airways (Milánó-Malpensa, Róma-Fiumicino)
- Japan Airlines (São Paulo-Guarulhos, Tokió-Narita)
- Korean Air (Szöul-Incheon)
- Lufthansa (Frankfurt, München)
- Norwegian (Amszterdam, London–Gatwick, Madrid, Oslo–Gardermoen, Párizs–Charles de Gaulle, Athens, Copenhagen, Stockholm–Arlanda)
- Olympic Airlines (Athén)
- Royal Air Maroc (Casablanca)
- Saudi Arabian Airlines (Dzsidda, Rijád)
- Turkish Airlines (Isztambul)

### Terminal 2
- Delta Air Lines (Lásd a Terminal 3-nál)
  - Delta Connection üzemeltetve a Chautauqua Airlines jóvoltából (Cleveland, Columbus, Indianapolis, Pittsburgh, Richmond)
  - Delta Connection üzemeltetve a Comair jóvoltából (Atlanta, Baltimore/Washington, Boston, Buffalo, Burlington (VT), Chicago-O'Hare, Cincinnati/Northern Kentucky, Cleveland, Columbus, Detroit, Montréal, Nashville, Norfolk, Pittsburgh, Portland (ME), Richmond, Rochester (NY), Syracuse, Toronto-Pearson, Washington-Dulles, Washington-Reagan)
  - Delta Connection üzemeltetve a Freedom Airlines jóvoltából (Albany (NY), Atlanta, Baltimore/Washington, Binghamton, Burlington (VT), Hartford/Springfield, Manchester(NH), Nantucket [2007. június 14-től], Norfolk, Philadelphia, Portland (ME), Providence, Raleigh/Durham, Richmond, Syracuse)

### Terminal 3
- Delta Air Lines (Accra, Amsterdam, Aruba, Athens, Atlanta, Barcelona, Berlin-Tegel, Boston, Brussels, Bucharest-Otopeni, Budapest, Cincinnati/Northern Kentucky, Denver [2007. július 1-től], Dublin, Edinburgh [2008. május 1-jétől], Fort Lauderdale, Frankfurt, Istanbul-Atatürk, Kiev-Boryspil, Las Vegas, London-Gatwick, Los Angeles, Los Cabos [2007. június 9-től], Madrid, Manchester (UK), Mexikóváros, Miami, Milánó-Malpensa, Montego Bay [2007. június 9-től], Moszkva-Seremetyevo, Mumbai, Nizza, Orlando, Párizs-Charles de Gaulle, Phoenix, Pisa, Portland (OR), Puerto Vallarta, Punta Cana, Rome-Fiumicino, Salt Lake City, San Diego, San Francisco, San Juan (PR), Santiago (DR), Santo Domingo, São Paulo-Guarulhos, Seattle/Tacoma, Shannon, St. Thomas, Tampa, Tel Aviv [begins March 10, 2008/pending governmet approval , Venice, West Palm Beach)
  - Delta Connection operated by Shuttle America (Atlanta, Austin, Boston, Dallas/Fort Worth)
- US Helicopter (Bridgeport, Downtown Manhattan Heliport, East 34th St. Heliport, Newark)

### Terminal 4
- Aer Lingus (Dublin, Shannon)
- Aerolíneas Argentinas (Buenos Aires-Ezeiza)
- Aerosvit Airlines (Kiev-Boryspil)
- Air India (Delhi, London-Heathrow, Mumbai)
- Air Jamaica (Barbados, Grenada, Kingston, Montego Bay)
- Air Tahiti Nui (Papeete)
- Asiana Airlines (Seoul-Incheon)
- Avianca (Barranquilla, Bogotá, Cali, Medellin, Pereira)
- Azteca
- Biman Bangladesh
- Constellation
- Copa Airlines (Panama City)
- Czech Airlines (Prága)
- EgyptAir (Kairó)
- El Al (Tel Aviv)
- Emirates (Dubai, Hamburg)
- Etihad Airways (Abu Dhabi)
- Eurofly (Bologna [seasonal], Nápoly [szezonális], Palermo [szezonális], Róma-Fiumicino [szezonális])
- flyglobespan (Knock, Liverpool)
- Israir (Tel Aviv)
- JetBlue Airways (Cancún [arrivals], San Juan (PR), Santiago (DR) [érkező], Santo Domingo [érkező])
- KLM Royal Dutch Airlines (Amsterdam)
- Kuwait Airways (Kuwait City, London-Heathrow)
- Lacsa
- LAN Airlines (Lima, Santiago)
  - LAN Ecuador (Guayaquil)
  - LAN Chile
- LOT (Krakkó, Rzeszów, Varsó)
- LTU International (Düsseldorf)
- Mexicana (Mexikóváros)
- Miami Air International [charter]
- North American Airlines (Accra, Georgetown, Lagos, Montego Bay, Punta Cana)
- Northwest Airlines (Detroit, Minneapolis/St. Paul)
- Pakistan International Airlines (Iszlámábád, Karacsi, Lahor)
- Royal Jordanian (Amman)
- Singapore Airlines (Frankfurt, Szingapúr)
- South African Airways (Dakar, Johannesburg)
- Sun Country Airlines (Minneapolis/St. Paul)
- Swiss International Airlines (Genf, Zürich)
- TACA (Guatemala City, San Pedro Sula, San Salvador)
  - Lacsa (San José (CR))
- TAM Linhas Aéreas (São Paulo-Guarulhos)
- Thai Airways International (Bangkok-Suvarnabhumi)
- Travel Span Airlines
- USA 3000
- Varig
- Uzbekistan Airways (Riga, Taskent)
- Virgin Atlantic Airways (London-Heathrow)
- Zoom Airlines (London-Gatwick) [2007. június 21-től]

### Terminal 6
- JetBlue Airways (Aguadilla, Aruba, Austin, Bermuda, Boston, Buffalo, Burbank, Burlington (VT), Cancún [departures], Charlotte, Chicago-O'Hare, Columbus, Denver, Fort Lauderdale, Fort Myers, Houston-Hobby, Jacksonville, Las Vegas, Long Beach, Nantucket [seasonal], Nashville, Nassau, New Orleans, Oakland, Ontario, Orlando, Phoenix, Pittsburgh, Ponce, Portland (ME), Portland (OR), Raleigh/Durham, Richmond, Rochester (NY), Sacramento, Salt Lake City, San Diego, San Francisco, San Jose (CA), Santiago (DR) [departures], Santo Domingo [departures], Sarasota/Bradenton, Seattle/Tacoma, Syracuse, Tampa, Tucson, Washington-Dulles, West Palm Beach)

### Terminal 7
- Air Canada (Calgary, Vancouver)
- All Nippon Airways (Tokyo-Narita)
- British Airways (London-Heathrow, Manchester (UK))
- Cathay Pacific (Hong Kong, Vancouver)
- Iberia (légitársaság) (Madrid)
- Icelandair (Reykjavik-Keflavik)
- Qantas (Sydney)
- United Airlines (Los Angeles, San Francisco)
  - United Express üzemeltetve a Mesa Airlines jóvoltából (Washington-Dulles)

### Terminal 8
- American Airlines (Bermuda, Dallas/Fort Worth, Miami, San Juan (PR), San Diego, Seattle/Tacoma,  Budapest)
  - American Eagle
- Finnair (Helsinki)
- SN Brussels Airlines (Brüsszel)

### Terminal 9
- American Airlines (Aruba, Barbados, Brussels, Buenos Aires-Ezeiza, Cancún, Caracas, Chicago-O'Hare, Kingston [seasonal], Las Vegas [begins September 5, 2007], London-Heathrow, Los Angeles, Los Cabos, Montego Bay, Paris-Charles de Gaulle, Port-au-Prince, Providenciales, Punta Cana, Puerto Plata [seasonal], Rio de Janeiro-Galeão, Rome-Fiumicino, St. Kitts [begins November 18., 2007], St. Lucia [begins November 15., 2007], St. Maarten, St. Thomas, San Diego, San Francisco, Santiago (DR), Sao Paulo-Guarulhos, Santo Domingo, Tokyo-Narita, Zürich)
  - American Eagle (Boston, Baltimore/Washington, Chicago-O'Hare, Cleveland, Halifax, Montréal, Raleigh/Durham, St. Louis, Toronto-Pearson, Washington-Reagan)

## Balesetek
- 1990. január 25. Boeing 707-es[3]

### Filmek
- Auntie Mame (1958)
- Live and Let Die (1973)
- Kánikulai délután (1975)
- Moonstruck (1987)
- Három férfi és egy bébi (1987)
- Big Business (1988)
- Coming to America (1988)
- Bonfire of the Vanities (1989)
- Goodfellas (1990)
- Quick Change (1990)
- The Wedding Banquet (1993)
- Turbulence (1997)
- Red Dwarf (1997)
- Végső állomás (2000)
- Kapj el, ha tudsz (2002)
- Kangaroo Jack (2003) (cameoszerep)
- Terminál (2004)
- Amerikai taxi (2004)
- Feketék fehéren (2004)
- Friends (2004) (záróepizód)
- School for Scoundrels (2006)